# Tomáš Martínek

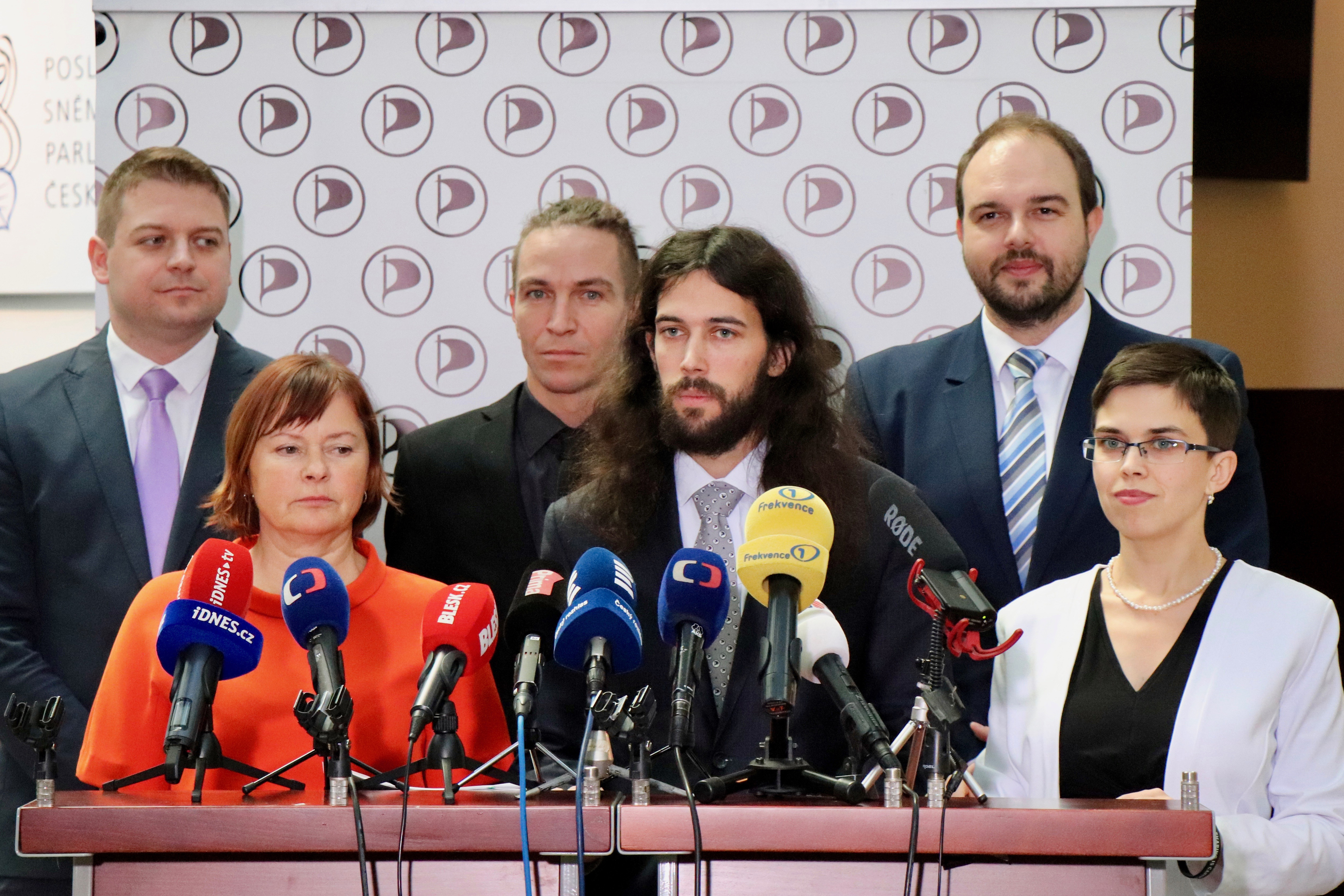
Martínek na tiskové konferenci v prosinci 2018 (vlevo)

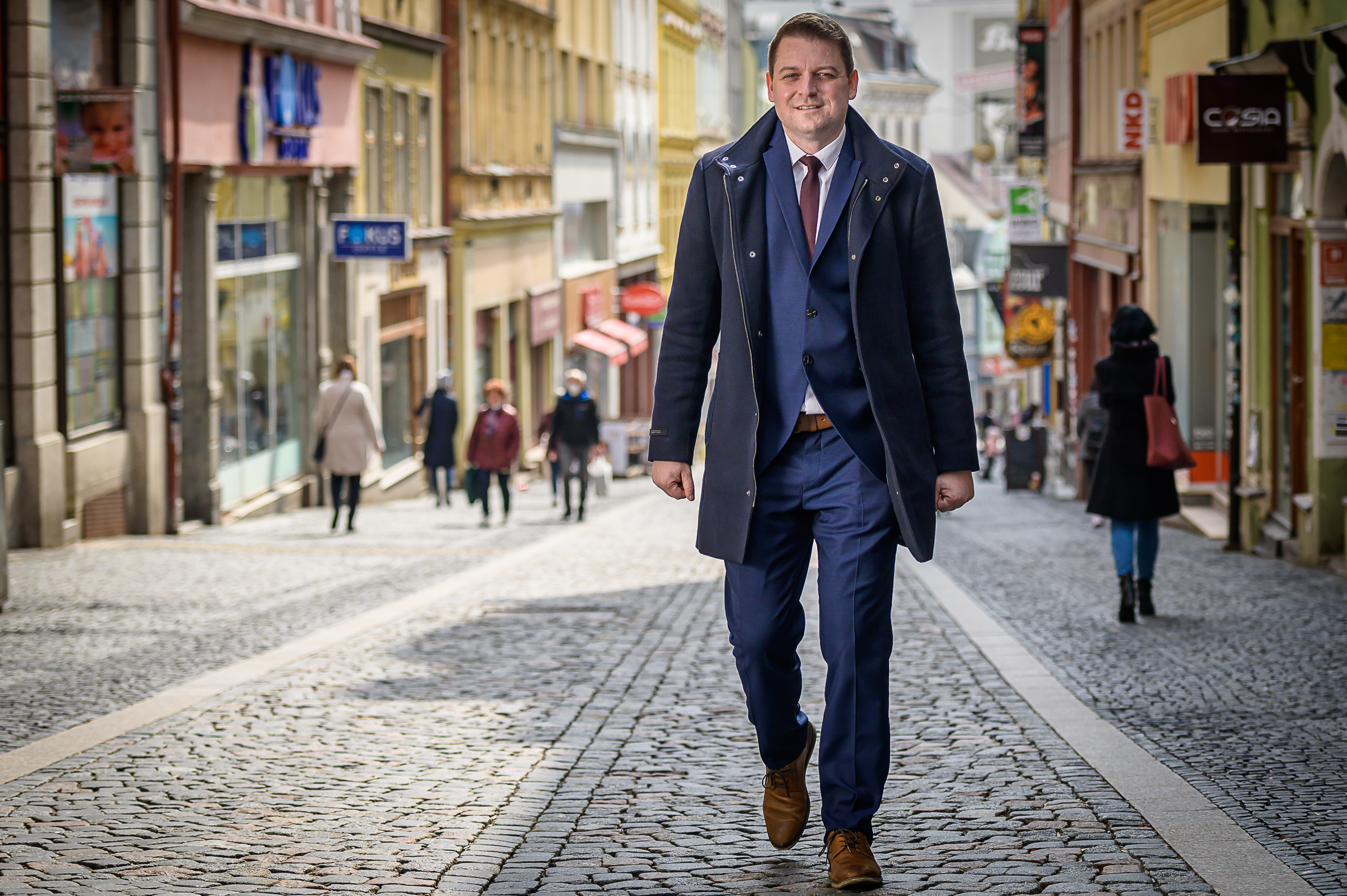
Tomáš Martínek v Liberci

Tomáš Martínek (* 23. ledna 1986 Česká Lípa) je český univerzitní lektor, podnikatel v online marketingu a politik, v letech 2017 až 2021 poslanec Poslanecké sněmovny PČR, v letech 2014 až 2017 zastupitel města Česká Lípa, člen Pirátů.

## Život
Po Obchodní akademii v České Lípě vystudoval Provozně ekonomickou fakultu České zemědělské univerzity v Praze (získal titul Ing. i Ph.D.). Působí na Katedře informačního inženýrství Provozně ekonomické fakulty České zemědělské univerzity v Praze. Zabývá se také implementací informačních systémů jako fakultní systémový integrátor. Podílel se i na vývoji největší virtuální univerzity třetího věku E-senior pro celoživotní vzdělávání seniorů.
Prošel několika firmami, kde se věnoval převážně informačním technologiím, reklamě a marketingu. Od roku 2008 je podnikatelem v oboru internetového marketingu, konkrétně vlastní agenturu WebCesky.cz.
Tomáš Martínek pochází z města Česká Lípa. Podporuje projekty Otevřená města či OpenData. Věnuje se také výchově dětí v rámci ozdravných pobytů a skautingu. S partnerkou Terezou vychovává dceru Miu, syna Elona a kočku. 

## Politické působení
V komunálních volbách v roce 2014 byl jako nestraník za Českou pirátskou stranu zvolen z pozice lídra kandidátky zastupitelem města Česká Lípa.
V krajských volbách v roce 2016 kandidoval jako nestraník za Piráty do Zastupitelstva Libereckého kraje, ale neuspěl.
Ve volbách do Poslanecké sněmovny PČR v roce 2013 kandidoval jako nestraník za Piráty v Libereckém kraji, ale neuspěl. Na počátku roku 2017 se stal členem Pirátů a ve volbách v roce 2017 za ně byl zvolen poslancem. Získal 1 329 preferenčních hlasů a z původního 3. místa na kandidátce se posunul na místo první, když lídra Ondřeje Kolka přeskočil o 5 preferenčních hlasů.
V Poslanecké sněmovně byl místopředsedou Volebního výboru a členem Rozpočtového výboru PSP ČR. Zabýval se především veřejnoprávními médii, daňovým a důchodovým systémem, volebním systémem, bankami, pojišťovnami, finančními trhy, digitální ekonomikou, podporou podnikání, e-governmentem či vysokými školami.
V rámci legislativního procesu prosadil nominační zákon, zrušení diskriminačního paragrafu 59 nebo prodloužení lhůty pro podání elektronického daňového přiznání. V rámci Libereckého kraje se věnoval zahájení stavby obchvatu České Lípy, zachování SO ORP Turnov, problematice rozšíření těžby v polském dole Turów nebo ochraně životního prostředí při těžbě na Tlustci. V poslaneckém klubu Pirátů řeší otevřená výběrová řízení na politicky obsazované pozice. Je členem Komise pro spravedlivé důchody MPSV a zabývá se i ochranou spotřebitelů na finančním trhu.
V médiích se objevily aktivity Tomáš Martínka ohledně podpory mediální gramotnosti a kritického myšlení, vyvracení hoaxů, voleb do mediálních rad, nízkonákladového státního důchodového fondu pro dobrovolné spoření či snížení daně z nabytí nemovitých věcí.
Během koronavirové krize požádal Českou bankovní asociaci, aby banky umožnily odklady splátek hypoték a jiných úvěrů, a banky vyhověly. Zabýval se podporou českých výrobců ochranných pomůcek. Rozdal šicí stroje dobrovolníkům šijícím roušky pro občany a spustil rozšíření do prohlížeče proti podvodným stránkám.
Podle statistik měl během prvního roku poslanec Tomáš Martínek jednu z nejvyšších účastí na hlasování v Poslanecké sněmovně, kterou si udržel i v posledním roce volebního období. Podle Rekonstrukce státu je 5. nejužitečnějším protikorupčním poslancem.
Ve volbách do Poslanecké sněmovny PČR v roce 2021 kandidoval jako člen Pirátů na 2. místě kandidátky koalice Piráti a Starostové v Libereckém kraji, ale nebyl zvolen. Mandát poslance se mu tak nepodařilo obhájit.
Ve volbách do Poslanecké sněmovny PČR v roce 2025 kandiduje na 3. místě kandidátky Pirátů v Libereckém kraji.